# Sphyraena sphyraena

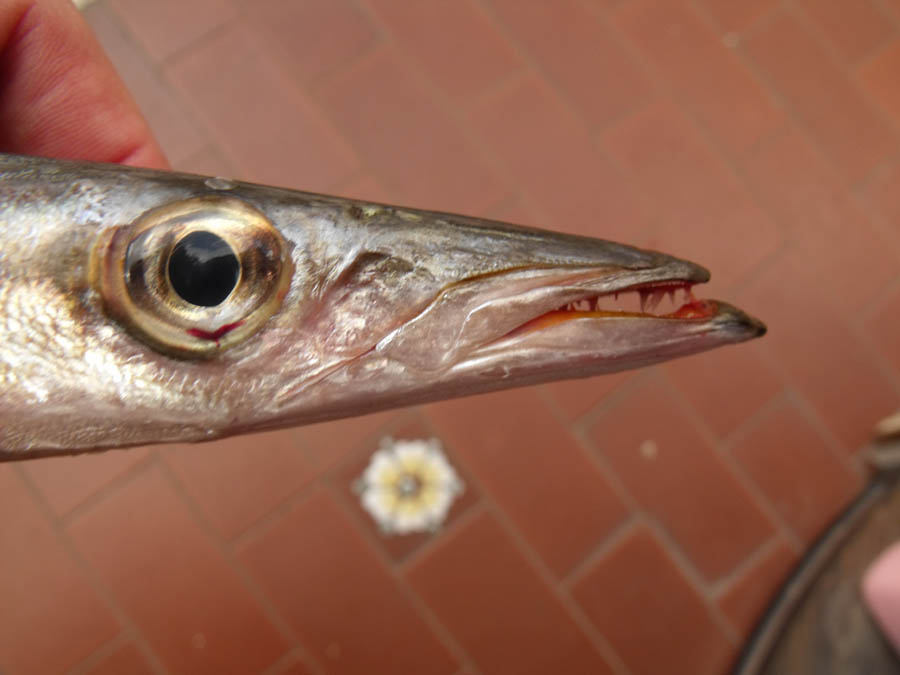
Sphyraena sphyraena

El espetón o barracuda (Sphyraena sphyraena) es una especie de pez perciforme de la familia de los esfirénidos.

## Descripción

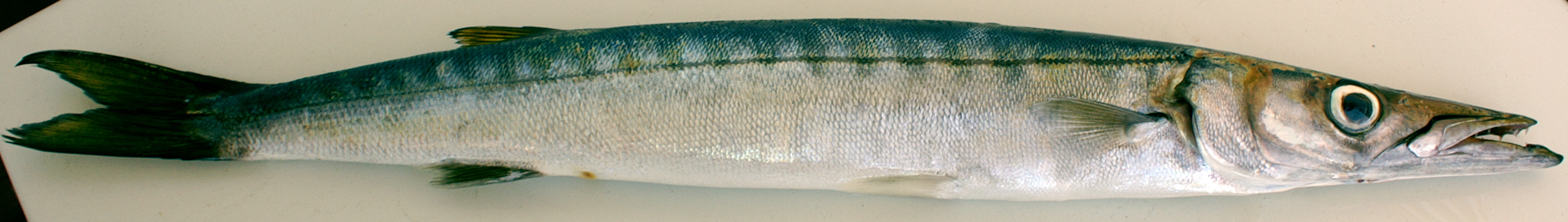
Barracuda

Su cuerpo es alargado con la cabeza puntiaguda y larga. La boca es horizontal y con la mandíbula inferior prominente, llegando al borde anterior de los ojos. Puede alcanzar los 165 cm de longitud total.

## Distribución
Es una especie propia del océano Atlántico. Se encuentra en el mar Negro, el mar Mediterráneo, y desde el mar Cantábrico hasta Angola, además de las islas Bermudas y Brasil.